# Monegaška stijena
Monegaška stijena (fra. Rocher de Monaco; lij-MC. Roca de Mùnegu) je 62 metra visoki monolit na mediteranskoj obali Kneževine Monako. Gleda na Sredozemno more i luku Hercules.

## Povijest
Stijena je bila željeni posjed od početka drevne masilijanske kolonije Monoïkos (grčki : Μόνοικος), nazvane po ligurskim plemenima koja su okupirala to područje i borila se za kontrolu nad njim; još ranije je bila sklonište za primitivno stanovništvo. Monaška stijena također je bila prvo osvajanje dinastije Grimaldi, vladara zemlje više od 700 godina, utemeljeno kada se Guelf Francesco Grimaldi prerušio u franjevačkog fratra kako bi ušao u grad i otvorio vrata za njegove vojnike.

## Danas
Danas se Stijena nalazi u najstarijoj od četiri četvrti Monaka, Monaco-Ville, gdje se nalazi i Stari grad, najstariji dio grada, nedaleko od Kneževske palače (fra. Le Palais Princier), dom sadašnjeg monarha Alberta II. i kneževske obitelji, Katedrala i Oceanografski muzej Monaka. Stijena Monaka popularna je atrakcija s koje turisti gledaju palaču i smjenu straže.

## Galerija slika
- Stijena 1890.
- Monaco-Ville i luka Fontvieille danas